# Onkel Tom’s Hütte (1927)

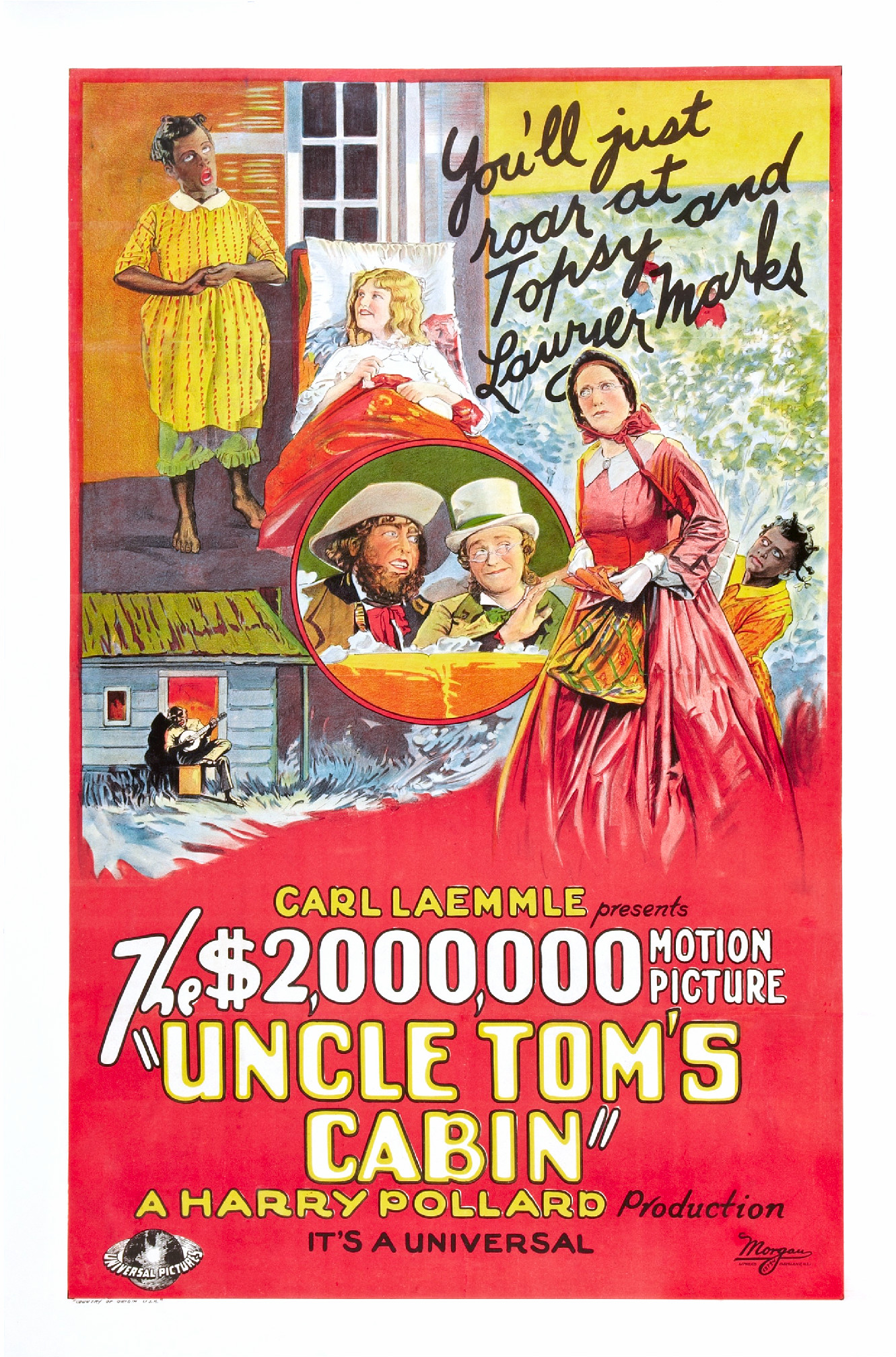
Filmplakat von Onkel Tom’s Hütte, 1927

Onkel Tom’s Hütte ist ein US-amerikanischer Stummfilm aus dem Jahre 1927 nach dem gleichnamigen Roman von Harriet Beecher Stowe.

## Handlung
Die inhaltlich weitgehend bekannte Geschichte handelt von dem gutmütigen, alten Onkel Tom und weiteren Schwarzen, die im Südstaaten-Amerika Mitte des 19. Jahrhunderts von weißen Großgrundbesitzern als sogenannte „Negersklaven“ gehalten und misshandelt werden. Im Laufe der dramatischen Geschichte werden Familien auseinandergerissen, Sklaven ausgepeitscht, gequält oder sogar getötet, wenn sie den Anweisungen ihrer weißen Herren nicht gehorchen. Einigen der Schwarzen gelingt die Flucht, andere werden wieder eingefangen und schwerst bestraft. Einer der ärgsten und skrupellosesten Sklavenhalter ist Simon Legree; ihm wird Onkel Tom als weiser, duldsamer und gütiger Schwarzer exemplarisch gegenübergestellt.

## Produktionsnotizen
Onkel Tom’s Hütte wurde am 4. November 1927 in New York City uraufgeführt und kam im März 1928 in die deutschen Kinos. Am 12. Oktober 1928 erfolgte die österreichische Premiere. Dort besaß der Streifen eine gewaltige Länge von 13 Akten auf etwa 3700 Metern, das entspricht einer Spieldauer von knapp zweieinhalb Stunden. Allein in Wien wurde Onkel Tom’s Hütte in zwölf Kinos gezeigt. Im Nachkriegsdeutschland erlebte Onkel Toms Hütte – nunmehr ohne das falsche Apostroph – am 6. Juli 1965 seine Erstausstrahlung im Ersten Deutschen Fernsehen der ARD. 1999 wurde der Film als DVD veröffentlicht.
Onkel Tom’s Hütte war einer der ambitioniertesten Stummfilme des deutschen Amerikaeinwanderers Carl Laemmle, seine Planungs- und Produktionsdauer umfasste rund zwei Jahre. Die Herstellung verschlang die damals gewaltige Summe von knapp zwei Millionen Dollar. Seiner Nichte Carla Laemmle verschaffte Laemmle einen Kleinstauftritt als Zuschauerin bei einer Sklavenauktion.
Alle Schwarzen in der Handlung, mit Ausnahme von Hauptdarsteller James B. Lowe, der den Onkel Tom verkörperte, wurden von weißen Schauspielern – sogenanntes Blackfacing – wie etwa Mona Ray als Topsy verkörpert. Unter den Statisten findet sich auch Rondo Hatton in seinem Filmdebüt.
Die Filmbauten entwarfen Charles D. Hall und Joseph C. Wright, die Kostüme die gebürtige Norwegerin Johanna Mathieson.
Derselbe Stoff wurde 1964 als deutsch-italienische Co-Produktion von Géza von Radványi erstmals als Tonfilm verfilmt. 1987 folgte ein US-amerikanischer Fernsehfilm mit Avery Brooks in der Titelrolle.

## Kritiken
„In dieser vorliegenden Übersetzung von Harriet Beecher Stowes berühmten Klassiker hat Mr. Pollard einige Szenen mit ungewöhnliche Geschick vorgelegt, besonders jene, in denen Topsy und Eva vorkommen. (…) Es gibt stets eine unermüdliche Anstrengung, diesen Film tränenreich zu gestalten was vermutlich zu erwarten war. Hier jedenfalls werden die Härten und Grausamkeiten zu keiner Zeit auch nur mit dem kleinsten Hauch von Zurückhaltung geschildert. Die letzten Augenblicke der kleinen Eva werden so gefilmt, dass sie komplett jede Inszenierung dieses Ereignisses überschatten. (…) Man weiß, dass Simon Legree nie so gezeigt wurde, dass er irgendwelche Tugenden besäße, aber hier ist seine Präsenz einfach nur abstoßend (…) Topsy  wird von Mona Ray gespielt, ein wunderbarer, strahlender, junger Mensch, der eine außerordentliche Ahnung von Komik in seiner Rolle zu spüren scheint. (…) Eva wird von Virginia Grey gespielt, ein weiteres talentiertes und sehr hübsches Kind. Sie schaut ziemlich gesund aus, als sie kränkelnd sein soll. (…) James B. Lowe gibt eines exzellente Darstellung als Onkel Tom. Er steckt eine Menge Seele in seine Rolle … .“

Paimann’s Filmlisten resümierte: „Der Film ist ebenso wenig wie der ihm zugrundeliegende Roman Kunst, wohl aber eine raffiniert ausgeklügelte, an den Nerven der Zuschauer zerrende, raffinierte Routinier-Arbeit. Das Sujet ist der bekannten Charakterzeichnung schwarz-weiß, diesmal mit vertauschten Rollen, gehalten, die Grundmotive, ebenso wie die meisterhaft gezeichneten Details auf starke Publikumswirkung zugeschnitten und nach den gleichen Gesichtspunkten inszeniert. Darstellerisch ragen aus dem durchgehend vorzüglichen Ensemble der Negerschauspieler Lowe, George Siegman und die drollige kleine Negerin [sic!] Mona Ray hervor. Für Nervenkitzel ist durch glänzend gelungene Sensationen gesorgt. Weiters schöne exotische Bilder. (…) – Gesamtqualifikation: ein Schlager, aber kein Film für zartbesaitete Zuschauer.“